# Mallinella v-insignita
Mallinella v-insignita là một loài nhện trong họ Zodariidae.
Loài này thuộc chi Mallinella. Mallinella v-insignita được Robert Bosmans & Hillyard miêu tả năm 1990.